# أعمال القتل في دوشا
أعمال القتل في دوشا تشير إلى قصف مجلس الدفاع الكرواتي لقرية دوشا في 18 يناير 1993 والذي قُتل فيه 7 مدنيين بوسنيين. أحرقت منازل البوسنيين بعد سيطرة مجلس الدفاع الكرواتي على القرية.

## الخلفية
غورني فاكوف هي مدينة تقع إلى الجنوب من وادي لاشفا والتي يبلغ عدد سكانها حوالي 10000 من الكرواتيين و 14000 من البوشناق. في 11 يناير 1993 وقعت أول اشتباكات بين مجلس الدفاع الكرواتي وجيش جمهورية البوسنة والهرسك. تضاربت الأنباء حول كيفية بدء القتال وأسبابه. قنبلة موضوعة في فندق مملوك لمسلمين يستخدم كمقر أو هجوم شامل من قبل قوات جيش جمهورية البوسنة والهرسك على مواقع مجلس الدفاع الكرواتي.
في 16 يناير 1993 طلب مجلس الدفاع الكرواتي من جيش جمهورية البوسنة والهرسك في غورني فاكوف إخضاع قواتها إلى مجلس الدفاع الكرواتي والذي تم رفضه. في 18 يناير هاجم مجلس الدفاع الكرواتي مواقع جيش جمهورية البوسنة والهرسك في غورني فاكوف.

## الهجوم على دوشا
في 18 يناير هاجم جيش جمهورية البوسنة والهرسك مجلس الدفاع الكرواتي في قرية دوشا بغورني فاكوف. وقد لجأ مدنيون بمن فيهم كبار السن ونساء وأطفال إلى منزل أنور شلييفو أثناء القتال. وأثناء الهجوم أطلقت مدفعية مجلس الدفاع الكرواتي عدة قذائف من قرية مجاورة أصابت إحداها منزل أنور شلييفو وقتلت 7 مدنيين بينهم ثلاثة أطفال وثلاث نساء ورجل أكبر سنا مات متأثر بجراحه. ولحقت أضرار بالعديد من منازل البوشناق من جراء القصف.
بعد استسلام جيش جمهورية البوسنة والهرسك تم إرسال النساء والأطفال والمسنين والمعوقين إلى قرية بالوتش القريبة حيث قام طبيب بفحص الجرحى وإرسال المصابين بجروح خطيرة إلى مستشفى في بوغوينو. وظل آخرون في بالو لعدة أيام حتى نقلتهم قوة الحماية الدولية. لا يوجد دليل على ظروف الاحتجاز في بالو. بعد احتلال القرية أضرم جنود مجلس الدفاع الكرواتي النار في عدد غير معروف من المنازل. نُقل الرجال البوسنيون من دوشا من بالو إلى ترنوفاتشا واحتُجزوا في مصنع للأثاث. تم تبادلهم مقابل سجناء تم أسرهم من قبل جيش جمهورية البوسنة والهرسك بعد أسبوعين.